# العلاقات البليزية الساموية
العلاقات البليزية الساموية هي العلاقات الثنائية التي تجمع بين بليز وساموا.

## مقارنة بين البلدين
هذه مقارنة عامة ومرجعية للدولتين:
| وجه المقارنة                                              | بليز         | ساموا                        |
| --------------------------------------------------------- | ------------ | ---------------------------- |
| المساحة (كم2)                                             | 22.97 ألف    | 2.84 ألف                     |
| عدد السكان (نسمة)                                         | 374.68 ألف   | 196.44 ألف                   |
| الكثافة السكانية (ن./كم²)                                 | 16.31        | 69.17                        |
| العاصمة                                                   | بلموبان      | أبيا                         |
| اللغة الرسمية                                             | لغة إنجليزية | لغة إنجليزية، اللغة الساموية |
| العملة                                                    | دولار بليزي  | تالا ساموي                   |
| الناتج المحلي الإجمالي (بليون دولار)                      | 1.84 مليار   | 856.63 مليون                 |
| الناتج المحلي الإجمالي (تعادل القوة الشرائية) بليون دولار | 3.05 مليار   | 1.15 مليار                   |
| الناتج المحلي الإجمالي الاسمي للفرد دولار أمريكي          | 4.88 ألف     | 3.94 ألف                     |
| الناتج المحلي الإجمالي للفرد دولار أمريكي                 | 8.42 ألف     | 5.79 ألف                     |
| مؤشر التنمية البشرية                                      | 0.715        | 0.702                        |
| رمز المكالمات الدولي                                      | +501         | +685                         |
| رمز الإنترنت                                              | .bz          | .ws                          |
| المنطقة الزمنية                                           | 00           | ت ع م+13:00                  |

## منظمات دولية مشتركة
يشترك البلدان في عضوية مجموعة من المنظمات الدولية، منها:
| علم المنظمة | اسم المنظمة                                 | تاريخ انضمام بليز | تاريخ انضمام ساموا |
| ----------- | ------------------------------------------- | ----------------- | ------------------ |
|             | وكالة ضمان الاستثمار متعدد الأطراف          | 29 يونيو 1992     | 27 سبتمبر 2002     |
|             | منظمة الشرطة الجنائية الدولية               | ?                 | ?                  |
|             | مجموعة دول أفريقيا والكاريبي والمحيط الهادئ | ?                 | ?                  |
|             | منظمة حظر الأسلحة الكيميائية                | ?                 | ?                  |
|             | تحالف الدول الجزرية الصغيرة                 | ?                 | ?                  |
|             | منظمة التجارة العالمية                      | ?                 | ?                  |
|             | الأمم المتحدة                               | 25 سبتمبر 1981    | 15 ديسمبر 1976     |
|             | دول الكومنولث                               | ?                 | ?                  |
|             | مؤسسة التمويل الدولية                       | 19 مارس 1982      | 28 يونيو 1974      |
|             | يونسكو                                      | 10 مايو 1982      | 3 أبريل 1981       |
|             | مؤسسة التنمية الدولية                       | 19 مارس 1982      | 28 يونيو 1974      |
|             | البنك الدولي للإنشاء والتعمير               | 19 مارس 1982      | 28 يونيو 1974      |
|             | الاتحاد البريدي العالمي                     | ?                 | ?                  |
|             | الاتحاد الدولي للاتصالات                    | 16 ديسمبر 1981    | 7 أكتوبر 1988      |

## وصلات خارجية
- موقع وزارة الخارجية البليزية